# Modo Hockey
O MODO Hockey ( PRONÚNCIA) é um clube sueco de hóquei no gelo, sediado na cidade de Örnsköldsvik, no norte do país. 
Os seus jogos em casa são disputados no Hägglunds Arena, com capacidade para 7 600 pessoas. 
As cores do clube são: camisola (br: camiseta) vermelha e calção vermelho.
Foi fundado em 1921, com o nome Alfredshems IK, tendo mudado para o nome atual em 1985. Começou com o hóquei no gelo em 1938. 
Dispõe de uma secção de hóquei no gelo feminino chamada Modo Hockey Dam. 
Foi campeão da Suécia por 2 vezes (1979, 2007). 
Atualmente (2023) disputa a Liga Sueca de Hóquei no Gelo, a primeira divisão do hóquei no gelo da Suécia. 

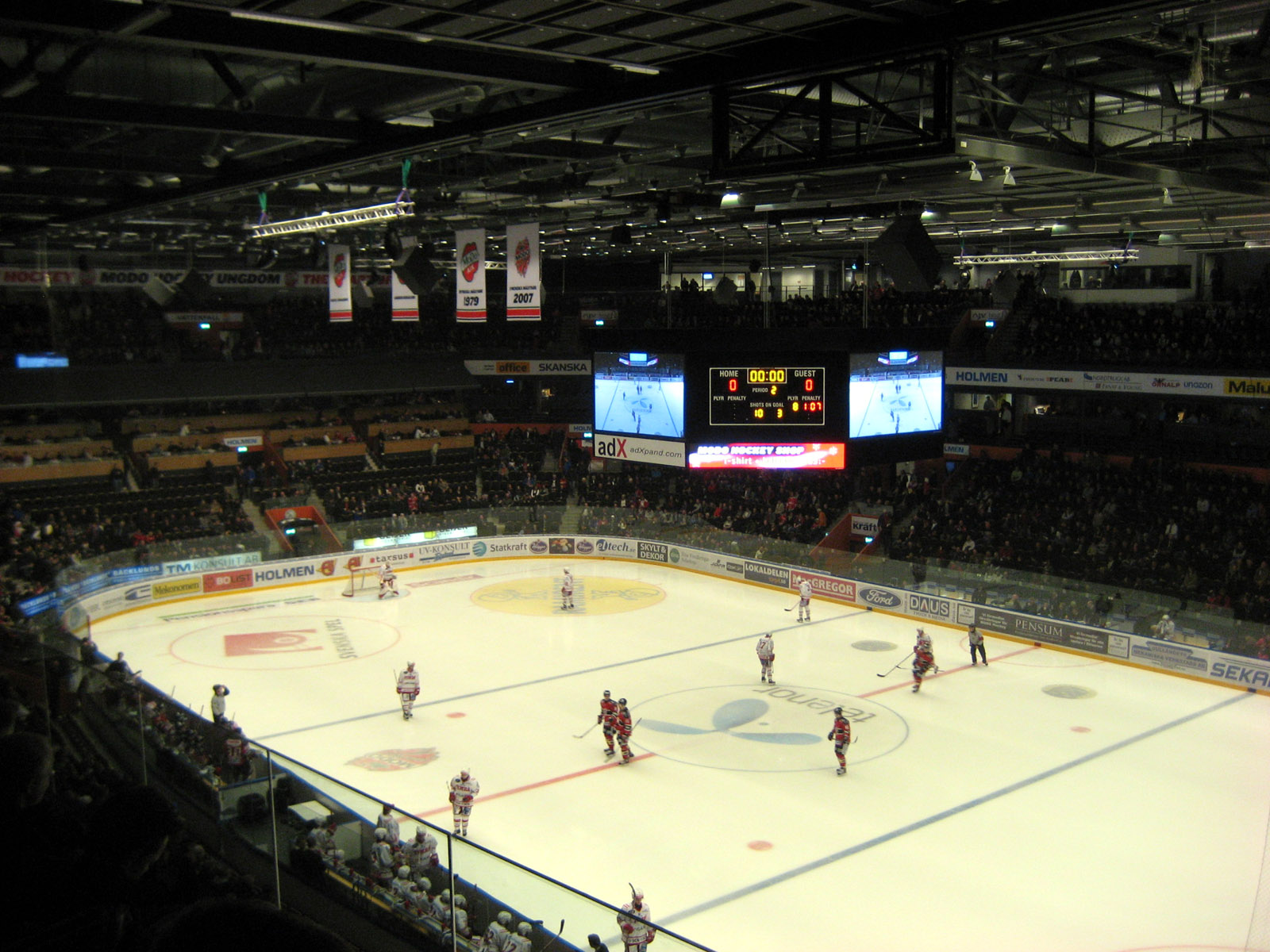
A Hägglunds Arena
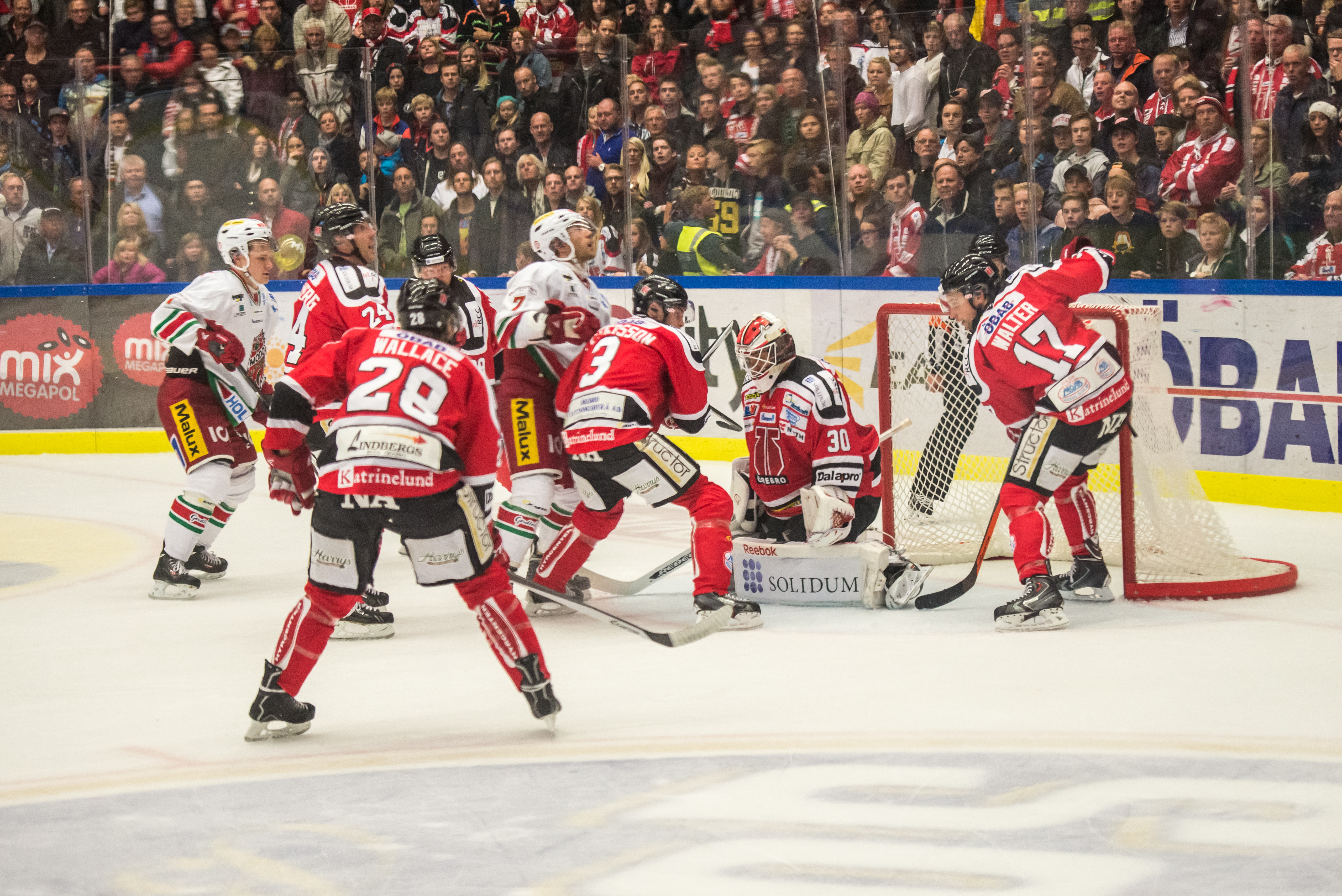
Jogo entre o Modo e o Örebro